# René Strehler
Pour les articles homonymes, voir Strehler.
René Strehler, né le 13 avril 1934 à Affoltern am Albis dans le canton de Zurich, est un ancien coureur cycliste professionnel suisse de 1955 à 1962.

## Équipes successives
Durant les années 1950 à 1970, les coureurs professionnels suisses avaient l’autorisation d’appartenir à plusieurs équipes, l’une établie en Suisse pour participer aux courses nationales, et les autres, établies à l’étranger, pour participer aux épreuves du calendrier international.
- 1955 : Condor
- 1955 : Allegro
- 1955 : Van Hauwaert - Maes
- 1956 : Allegro
- 1956 : Faema - Guerra
- 1957 : Tebag
- 1957 : Faema - Guerra
- 1958 : Mondia - Ignis
- 1958 : Molteni
- 1958 : Faema - Guerra
- 1959 : Mondia
- 1960 : Flandria - Wiel's
- 1961 : Allegro - Fynsec
- 1961 : Helyett - Fynsec - Hutchinson
- 1961 : Blanchard Pochat Alpal
- 1962 : Individuel

## Palmarès et résultats

### Palmarès sur route
- 1953
  -  Champion de Suisse sur route amateurs
- 1955
  - Tour de Romandie
    - Classement général
    - 1re et 3ea étapes

  - 6e étape du Tour de Suisse
  - 7e du Championnat de Zurich
- 1956
  - 2e étape du Tour de Romandie
  - 1re, 3e et 8e étapes du Tour de Suisse
  - 3e du Tour de Romandie
  - 7e du Tour de Suisse
- 1957
  - 5e du championnat de Zurich
  - 10e du Tour de Romandie
- 1958
  - 10e de Milan-San Remo
- 1960
  -  Champion de Suisse sur route
  - Berne-Genève
  - Tour du Nord-Ouest de la Suisse
  - 3e du Tour de Suisse
- 1961
  - 9e du Championnat de Zurich

### Résultats sur les Grands Tours
Tour de France
- 1960 : 37e

Tour d'Italie
- 1957 : abandon

### Palmarès sur piste

#### Championnats du monde
- Milan 1955
  -  Médaillé d'argent de la poursuite

#### Championnats de Suisse
- 1952
  -  Champion de Suisse de poursuite par équipes amateurs (avec Peter Tiefenthaler, Edy Vontobel)
- 1953
  -  Champion de Suisse de poursuite amateurs
- 1954
  -  Champion de Suisse de poursuite amateurs
- 1955
  -  Champion de Suisse de poursuite
- 1956
  -  Champion de Suisse de poursuite
- 1957
  -  Champion de Suisse de poursuite